# Trip (Pokémon)
Trip (Japans: Shooti) is een personage uit de Pokémon-anime. Trip is een zwervende Pokemon trainer uit Nuvema Town, Unova. Hij is een rivaal van Ash Ketchum. Zijn eerste verschijning was in de eerste aflevering van de Pokémon: Black & White series in Aflevering 660: In de Schaduw van Zekrom!. Zijn Nederlandse stemacteur is Thijs van Aken.

## Biografie en verhaal
Trip is een ervaren Pokemon trainer en is nieuwe trainer die nog veel van Pokémon moet leren. Hij draagt altijd een fototoestel bij zich en maakt overal foto's van. Tijdens Pokémon: Black & White, begint hij te reizen door Unova, waar hij kennismaakt met Ash Ketchum en er ontwikkelt zich een rivaliteit tussen hen. Trip is meestal een stille, ernstige persoon waarvan de ernst vaak naast elkaar ligt tegen de luchtige, ambitieuze persoonlijkheid van zijn laatste concurrent, Ash. Vanwege Ash's compassie tegenover Pokemon, is Trip van mening dat Ash een zwakke trainer is en hij kan gemakkelijk Ash woedend maken door dat te verklaren (net zoals Paul). Bij de behandeling van Pokemon, is Trip gekarakteriseerd als een spiegel en een spitsvondig trainer wiens enige zorg voor de Pokemon hun vermogen is om te handelen in de strijd. Trip heeft alle badges uit de Unova regio.
Tussen hun ontmoeting en de Unova League nemen Trip en Ash het meermaals tegen elkaar op in Pokémon-gevechten en Trip kan deze bijna altijd winnen. Hij is Ash steeds een stapje voor en vindt hem een slechte trainer. Maar in de Unova League kan Ash winnen van Trip. Na deze wedstrijd eindigt de rivaliteit tussen hen en ziet Trip Ash als zijn gelijke. Ook wordt hij vriendelijker tegen zijn Pokémon en Ash. Na de Unova League begint Trip aan een nieuwe reis en komt niet meer voor in de serie. 

## Alle Pokémon van Trip
De Pokémon van Trip in volgorde van vangst.

#### Unova
- Snivy > Servine > Serperior
- Tranquil
- Frillish
- Lampent
- Vanillite
- Timburr > Gurdurr > Conkeldurr

## Toernooien
Trip heeft aan verschillende Pokémontoernooien en Pokémonwedstrijden meegedaan. Trip deed aan alle toernooien en wedstrijden mee met zijn eigen Pokémon.

### Pokémontoernooien
- Nimbasa Town Pokémon Club Gevecht - Top 16

## Prijzen
Badges:
Unova Regio: Trio Badge, Basic Badge en 3 nog onbekende badges.